# 法蘭克·塞伯里納
法蘭克·J·「塞皮」·塞伯里納（英語：Frank J. "Cepi" Cepollina，1936年12月6日—）是一名美國工程師和發明家，曾在美國國家航空暨太空總署（NASA）工作。他與哈伯太空望遠鏡有關。他被稱為「衛星服務之父」。他於2003年5月正式入選國家發明家名人堂。

## 早年生活和教育
塞伯里納於1936年12月6日出生在加利福尼亞州卡斯特羅谷。他在加州阿拉米達的一個農場長大。在成長過程中，他在祖父的拖拉機上學習如何解決機械問題。
他就讀於聖克拉拉大學，並於1959年取得機械工程學士學位。大學畢業後，他在美國陸軍服役，為維吉尼亞州沃倫頓的美國陸軍安全局工作。

## 職業生涯
大學畢業後，塞伯里納在洛克達因航太控股公司工作了四年，之後在美國國防情報局工作。1963年，他接受NASA戈達德太空飛行中心的職位。
在NASA，他曾參與先進軌道太陽天文台計畫，該計畫於1965年在發射前被取消。接著，他參與了軌道天文台計劃。1970年代，他開始為哈伯太空望遠鏡工作。塞伯里納還參與了多任務模組太空船計劃，該計劃在1970年代和1980年代建造了六顆科學衛星。其中包括太陽極大期任務衛星、陸地衛星4號、陸地衛星5號、高層大氣研究衛星，以及極紫外探測器。
第一個飛行的模組化飛行器是太陽極大期任務衛星，於1980年發射，以進行天文太陽觀測。當衛星進入軌道幾個月後開始失效，塞伯里納領導了於1984年開始的維修任務。該任務獲得了成功，模組化飛船的概念也被證明是有效的。塞伯里納隨後被任命為衛星維修項目經理。
塞伯里納的任務是維修哈伯太空望遠鏡。塞伯里納曾參與哈伯太空望遠鏡的模組化設計，以及指揮與控制子系統的開發工作，因此對哈伯太空望遠鏡的系統相當熟悉。NASA發現這是由於計算錯誤，導致望遠鏡無法準確對焦。
塞伯里納在1997年、1999年、2002年和2009年領導了哈伯太空望遠鏡的其他維修和改進任務。這些任務增加了更新的技術，例如改良攝影機、太陽能陣列和改良處理器。他成為哈伯太空望遠鏡開發專案的副協理總監。2000年，他因在管理NASA計劃方面的傑出成就而獲得高級行政服務部的優秀行政人員職級。他於2017年1月3日從NASA退休。
他的工作帶動了其他產業的發展，包括檢測乳癌的方法、使用哈伯光學的更強大微晶片，以及採用智慧型、可程式化、手持式電動工具的製造應用。

## 榮譽
2003年5月，他因開創在軌衛星服務概念而入選國家發明家名人堂。

## 個人生活
塞伯里納與安（Ann）結婚。他們有四個孩子。他的興趣是O規格鐵道模型。

## 外部連結
- Frank J. Cepollina, NASA Headquarters Oral History Project （页面存档备份，存于）